# Gnathomortis
Genre
Gnathomortis est un genre éteint de reptiles marins de la famille des Mosasauridae classé dans la sous-famille des Mosasaurinae, aux côtés de genres tels que Mosasaurus et Clidastes. Gnathomortis a été trouvé en Amérique du Nord dans des gisements du Campanien inférieur, entre 81 et 79 millions d'années,.

## Systématique
Le genre Gnathomortis a été créé en 2020 par Joshua R. Lively (d).

## Liste d'espèces
Selon BioLib (19 janvier 2022) :
- Gnathomortis stadtmani (Kass, 1999) †

## Publication originale
- (en) Joshua R. Lively, « Redescription and Phylogenetic Assessment of ‘Prognathodon’ stadtmani: Implications for Globidensini Monophyly and Character Homology in Mosasaurinae », Journal of Vertebrate Paleontology, SVP et Taylor & Francis, vol. 40, no 3,‎ 3 mai 2020, e1784183 (ISSN 0272-4634 et 1937-2809, OCLC 238100068, DOI 10.1080/02724634.2020.1784183).